# Sphenopholis filiformis
Sphenopholis filiformis är en gräsart som först beskrevs av Alvin Wentworth Chapman, och fick sitt nu gällande namn av Frank Lamson Scribner. Sphenopholis filiformis ingår i släktet Sphenopholis och familjen gräs. Inga underarter finns listade i Catalogue of Life.